# 沃夫尼揚卡河
沃夫尼揚卡河（烏克蘭語：Вовнянка），是烏克蘭的河流，位於該國中部，屬於普肖爾河的右支流，發源自沃維尼揚卡西南面，流經波爾塔瓦州，河道全長17公里，流域面積149平方公里。